# Bart Vonck
Bart Vonck (Brugge, 27 februari 1957) is een Vlaams schrijver, dichter, vertaler en criticus.

## Levensloop
Vonck studeerde filosofie en theologie en verder Romaanse filologie, waarin hij in 1981 het licentiaatsdiploma behaalde aan de Katholieke Universiteit Leuven. Hij specialiseerde zich in Spaans, Portugees en Frans.
Hij was, gedurende een aantal jaren, leraar in het middelbaar onderwijs en was ook enkele jaren journalist bij de VRT en De Standaard der Letteren.
Naast zijn eigen poëzie werd hij vooral vertaler van poëzie door o.a. Lorca, Neruda, Gamoneda, Maillard, Vallejo, Valente, J.L. Ortiz, F. Jacqmin, Guy Vaes. In samenwerking met het Instituto Cervantes publiceerde hij een vierdelige bloemlezing van de hedendaagse Spaanse poëzie, De Tuin der Muzen, bij Uitgeverij P. Hij werkte mee aan de vertaling van de volledige Canto General van Pablo Neruda, samen met Willy Spillebeen en met Mark Braet, die het project geïnitieerd had.
In 1985 was hij medestichter, samen met Marc Braet, van het Pablo-Nerudafonds, dat optrad als uitgever.

## Publicaties
- Tijdgenoot: wandelaar, poëzie, Brugge, Pablo Nerudafonds, 1986.
- Approches. Notities voor een personage, poëzie, Brugge, Pablo Nerudafonds, 1989.
- Mark Braet: zwerven tussen strijd en liefde, monografie, Torhout, VWS, 1989.
- Kennis van de verte, poëzie, Brugge, Pablo Nerudafonds, 1993.
- Schaduwwerk, poëzie, Leuven, Uitgeverij P., 2004.
- Wanvuur, poëzie, Leuven, Uitgeverij P., 2008.
- Teloor zalig, poëzie, Leuven, Uitgeverij P., 2014.
- Kjk: verschaving, poëzie, Leuven, Uitgeverij P., 2018.
- Al die gedaanten van de maan, Lezingen van en over Federico Garcia Lorca, Amsterdam, Athenaeum – Polak & Van Gennep, 2021.
- Mesmess, poëzie, Leuven, Uitgeverij P., 2022.

### Vertalingen
- Canto general, vertaling, samen met Mark Braet en Willy Spillebeen, Spaanse vertaling van de gedichtenbundel Casa general van Pablo Neruda, Gent, Masereelfonds, 1984.
- ¡No Pasaran!. Bloemlezing uit het Spaanse Verzet 1936/1939, Brugge, Pablo Neruda Fonds, 1986.
- Spanje in het hart, vertaling uit het Spaans, samen met Mark Braet, van España en el corazon van Pablo Neruda, Brugge, Pablo Nerudafonds, 1986.
- De trommel slaat, vertaling uit het Frans van Le tambour bat door David Schneidert, Brugge, Pablo Nerudafonds, 1987.
- Liefdesspel, een noodzaak, vertaling uit het Frans van A ciel ouvert door Fernand Dumont, Brugge, Pablo Nerudafonds, 1989.
- Uit de kromme rib van de wereld, vertaling uit het Spaans, bloemlezing uit de Nicaraguaanse poëzie van Giaconda Belli, Brugge, Pablo Nerudafonds, 1989.
- Suite van de spiegels, vertaling uit het Spaans van Suite de los espejos door Federico Garcia Lorca, Brugge, Pablo Nerudafonds, 1993.
- De verzegelde tijd, vertaling uit het Frans van Millénium éclair door Guy Vaes, Brugge, Pablo Nerudafonds, 1993.
- Bloemlezing uit de poëzie van César Vallejo, Peruviaanse poëzie, vertaling uit het Spaans, Gent, Poëziecentrum, 1995.
- Liedjes. 1921-1924, vertaling uit het Spaans van Canciones door Federico Garcia Lorca, Amsterdam, J. M. Meulenhoff, 1996.
- Zigeunerromances. 1924-1927, vertaling uit het Spaans van Romancero gitano door Federico Garcia Lorca, Amsterdam, J. M. Meulenhoff, 1997.
- Sandro Penna of het schandaal van de zachtheid, vertaling uit het Italiaans) van gedichten door Sandro PENNA (1906-1977), Amsterdam, J. M. Meulenhoff, 1998.
- Suites, vertaling uit het Spaans van Suites door Federico Garcia Lorca, Amsterdam, J. M. Meulenhoff, 1998.
- Divan van de Tamarit en andere gedichten, vertaling uit het Spaans van Diván del Tamarit, Odas, Tierra y luna, Seis poemas galegas en Sonetos, gedichten geschreven tussen 1931–34 pas gepubliceerd na zijn dood, in 1940, Amsterdam, J. M. Meulenhoff, 2000.
- Verspreide gedichten, vertaling uit het Spaans van Poemas sueltos I, Poemas sueltos II, Poemas sueltos III, Otros poemas sueltos, Versos de circunstancias door Federico Garcia Lorca, Amsterdam, J. M. Meulenhoff, 2002.
- De vierkantswortel van de hemel, vertaling uit het Spaans van El corazon del instante door de Mexikaanse dichter Alberto Blanco, Sliedrecht, Wagner en Van Santen, 2002.
- Het boek van de sneeuw, vertaling uit het Frans van Le livre de la neige door François Jacqmain, Leuven, Uitg. P., 2002.
- De compositie van de stilte, vertaling uit het Spaans, een bloemlezing uit de gedichten (1967-2000) door José Angel Valente, Sliedrecht, Waqgner en Van Santen, 2003.
- Canto general, vertaling uit het Spaans van Canto General door Pablo Neruda, Lueven, Uitg. P., 2004.
- De mooiste van Federico García Lorca, uitg. De Morgen, 2006 & Uitg. Het Parool, 2007.
- Biografie van de ontdekker, vertaling uit het Spaans van Biografia del explorador door José Ovejero, Leuven, Uitg. P., 2005.
- De tuin der muzen/El jardín de las musas. Bloemlezing hedendaagse Spaanse poëzie.  Deel 1, gedichten door Blanca Andreu, Antonio Gamoneda, Luis García Montero, Clara Janés, Jesús Munárriz en Jaime Siles, Leuven, Uitg. P., 2005.
- Het boek van de kou, vertaling uit het Spaans van El libro del Frio door Antonio Gamoneda, Leuven, Uitg. P., 2005.
- De tuin der muzen/El jardín de las musas. Bloemlezing hedendaagse Spaanse poëzie.  Deel 2, gedichten door María Victoria Atencia, Chantal Maillard, Carlos De Edmundo, Benjamín Prado en Andrés Trapiello, Leuven, Uitg. P., 2006.
- Plato doden, gevolgd door schrijven, vertaling uit het Spaans van Matar a Platon door Chantal Maillard, Leuven, Uitg. P., 2006.
- De tuin der muzen/El jardín de las musas. Bloemlezing hedendaagse Spaanse poëzie.  Deel 3, gedichten door Felipe Benétez Reyes, Luisa Castro, Antonio Colinas, Joan Margarit, Andrés Sánchez Rabayna en Vicente Valero, Leuven, Uitg. P., 2007.
- Het continent van de gave, vertaling uit het Frans-Marokkaans van  Ouevres poériques 1985-1990 van Abdellatif Laâbi, Leuven, Uitg. P., 2007.
- Brandend verlies, vertaling uit het Spaans van Arden las pérdidas door Antonio Gamoneda, Leuven, Uitg. P., 2009.
- De tuin der muzen/El jardín de las musas. Bloemlezing hedendaagse Spaanse poëzie.  Deel 4, Guillermo Carnero, Miguel Casado, Federico Leon, Carlos Marzal, Ada Salas, Julia Uceda, Leuven, Uitgeverij P., 2009
- Verzamelde gedichten van Federico Garcia Lorca, Amsterdam Athenaeum–Polak & Van Gennep, 2009.
- Duende en andere nieuw vertaalde teksten, bloemlezing uit het werk van Federico Garcia Lorca, Utrecht, Slau, salon Saffier & Poëziecirc us, 2010.
- De Gualeguay, vertaling uit het Argentijns Spaans, El Gualegay van Juan Laurentino Ortiz (1896-1978), Leuven, Uitgeverij P., 2011.
- Je bereikt me in vertaling, bloemlezing,  vertalingen uit Arabisch, Portugees, Frans, Tsjechisch, Zweeds, Pools, Noors, Engels, Russisch, Egyptisch, Spaans, Modern Grieks (samen met Katelijne De Vuyst, Lisette Keustermans, Eric Metz en anderen), Antwerpen, Vrijdag, 2011.
- Vijfentwintig keer Brazilië : hedendaagse poëzie uit Brazilië, vertalingen uit het Portugees (samen met Harrie Lemmens) van: Francisco Alvim (°1938), Antönio Cicero (°1945), Alice Ruiz (°1946), Chacal (°1951), Paulo Henriques Britto (°1951), Régis Bonvicino (°1955), Age de Carvalho (°1958), Dora Ribeiro (°1960), Arnaldo Antunes (°1960), Ricardo Aleixo (°1960), Manoel Ricardo de Lima (°1970), Ricardo Domeneck (°1977), Gent, PoëzieCentrum, 2011.
- Beschrijving van de leugen, vertaling uit het Spaans van Descripcion de la mentira door Antonio Gamoneda, Leuven, Uitg. P., 2012.
- Draden gevolgd door Wat, vertaling uit het Spaans van Hilos seguido de Cual van Chantal Maillard,	Leuven, Uitg. P., 2014.
- Ode aan een ster, vertaling uit het Spaans van het jeugdboek Oda a un rdtrella door Pablo Neruda, Wielsbeke, Uitgeverij De Eenhoorn, 2014.
- Canto general, vertaling uit het Chileens Spaans van Canto General door Pablo Neruda, Amsterdam, Athenaeum–Polak & Van Gennep, 2014.
- Pésie Complète / Verzamelde Gedichten van Guy Vaes, Brussel, Le Cormier & Leuven, Uitg. P., 2016.
- De lippen van de aarde. Honderd ‘Oden’, vertaling uit het Spaans van Obras Completas II door Pablo Neruda, Leuven, Uitg. P, & Haarlem, In de knipscheer, 2016.
- Trage nederlaag met volle zeilen, vertaling uit het Frans, bloemlezing uit het werk van Henri Michaux (1899-1984), deel 1 1922-1946, Gent, Po¨ziecentrum, 2017.
- Wachten op doortocht, vertaling uit het Frans, bloemlezing uit het werk van François Muir (pseudoniem van Jean-François de Bodt), Leuven, Uitg. P, 2019.
- In je eentje een menigte, vertaling uit het Frans, bloemlezing uit het werk van Henri Michaux, deel 2 1947-1959, Gent: Poëziecentrum, 2022.

## Eerbetoon
- Prijs voor Poëzie van het Masereelfonds, 1985.
- Prijs voor poëzie Jan Vercammen, 1990.
- De VWS-prijs van de Vereniging van West-Vlaamse Schrijvers, 2022.